# 陡坡寺组
陡坡寺组是分布于滇东地区的岩石地层单位，系卢衍豪、王鸿祯1939年命名，1941年正式发表。命名剖面在陡坡寺附近的山顶，层型剖面位于陈官营南沈家营东山坡附近。岩性自下而上分为：黄色多孔状钙质页岩夹薄层泥质石灰岩；黄棕色云母质砂质页岩及石灰岩；浅棕色带紫色斑点的灰质页岩及黄色粉砂岩。该组时间上属中寒武世，下伏山邑村组，上覆双龙潭组。陡坡寺组在镇雄地区沿用贵州高台组名称，岩性和生物化石与陡坡寺组相似。